# Epopea del popolo messicano
L'Epopea del popolo messicano (in spagnolo: Epopeya del pueblo mexicano) è un murale dell'artista messicano Diego Rivera dipinto tra il 1929 e il 1934-1935, presso il Palazzo Nazionale a Città del Messico.

## Storia
Questo murale, così come molti altri di Rivera, fa parte di quella serie di dipinti commissionati dal governo messicano dopo la fine della rivoluzione messicana e il rovesciamento della dittatura di Porfirio Diaz.

## Descrizione
Esso si compone di un trittico suddiviso sulle tre pareti della sala della scalinata d'ingresso del Palazzo Nazionale, con il tema dominante che è la lotta di classe del popolo messicano contro i tiranni e i colonizzatori che di volta in volta si sono succeduti nel corso della sua storia:
- México prehispánico ("Messico preispanico"), descrive il popolo indigeno azteco in una ideale Valle del Messico.
- De la conquista a 1930 ("Dalla conquista al 1930"), il singolo murale più grande, descrive gli aztechi e i coloni che lottano attraverso i secoli contro i vari tiranni, fino all'esecuzione di Massimiliano I e al rovesciamento di Porfirio Diaz.
- México de hoy y mañana ("Messico di oggi e di domani") descrive un ipotetico Messico moderno e futuro.

### México de hoy y mañana(1934 - 1935)
L'affresco del lato sud (a sinistra della scalinata) è la parte più interessante e carica di simboli, poiché parla del Messico attuale e di quello futuro. Il popolo oppresso paga le tasse mettendo il denaro in una macchina che poi, similmente al meccanismo della posta pneumatica, viene redistribuito ai vari ceti del potere (il clero, i politici e militari, i banchieri, etc.).
Nell'affresco il simbolo del capitalismo (quello del dollaro) viene associato al fascio littorio (simbolo del fascismo italiano) e alla svastica (simbolo del nazismo tedesco), così come vi sono raffigurati i "finti" socialisti del ceto medio-alto che ascoltano una persona simile nelle sembianze ad Adolf Hitler.

## Galleria d'immagini

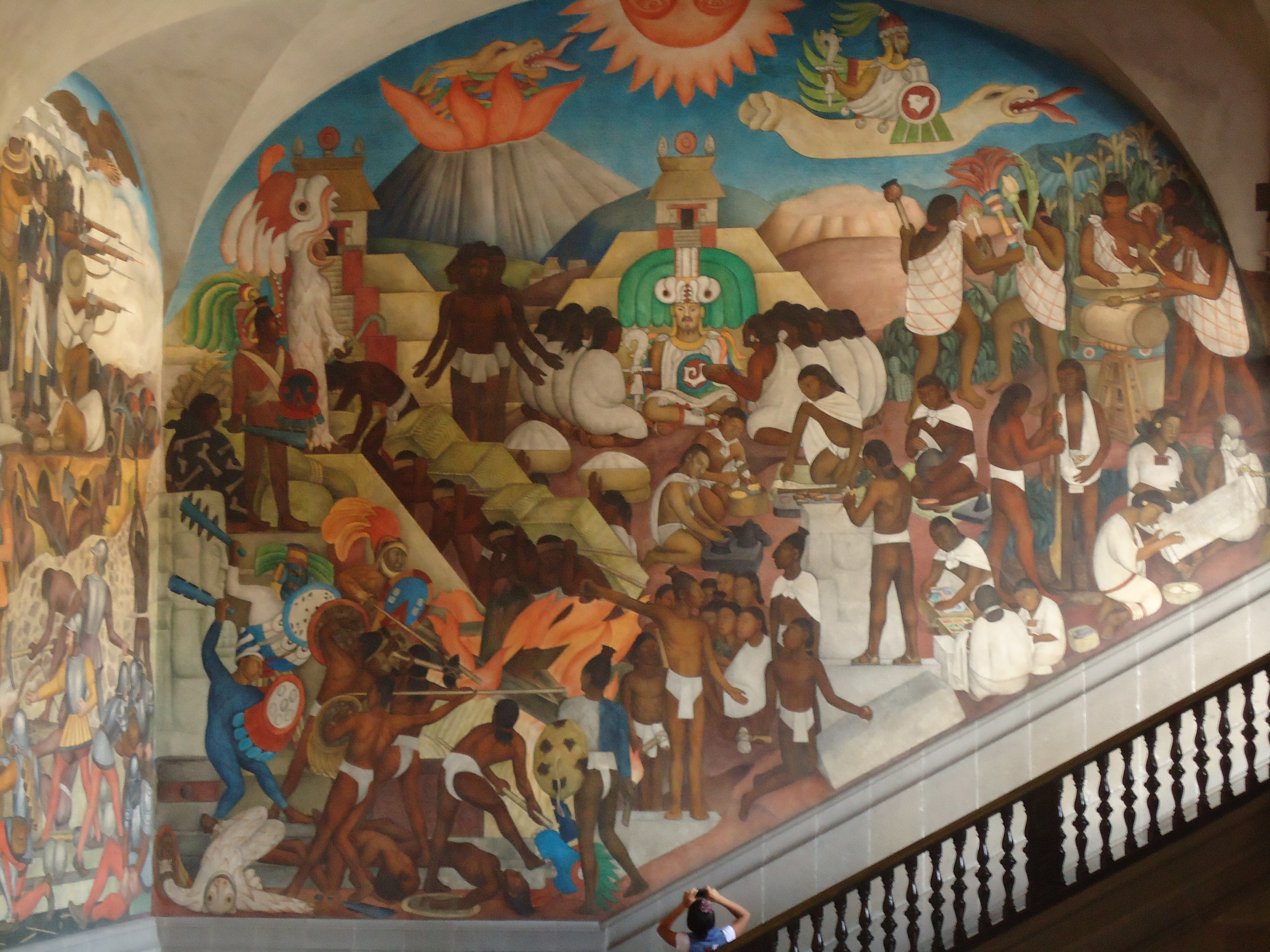
Lato sud: il Messico preispanico.
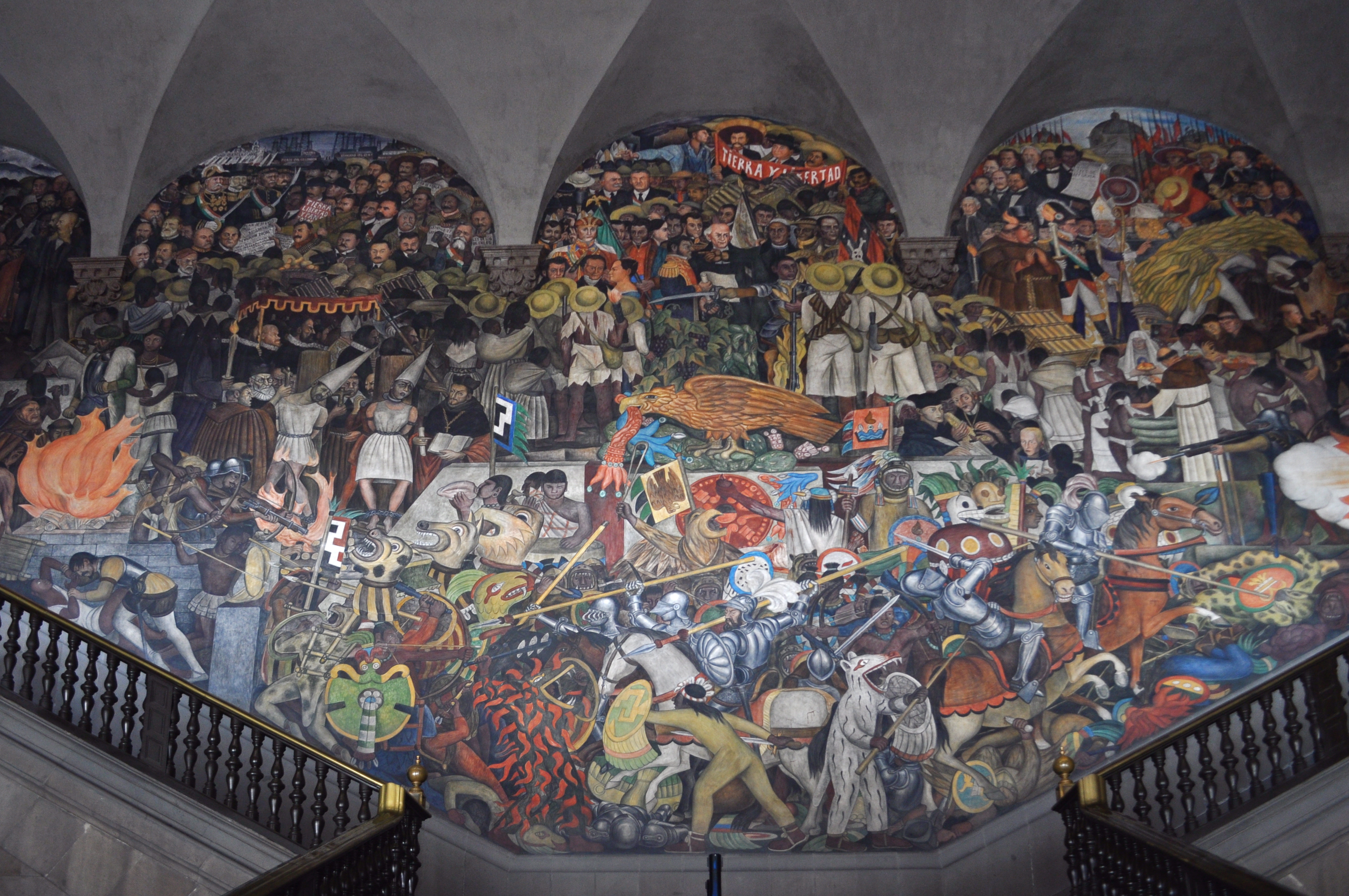
Lato ovest: il Messico nell'epoca coloniale.
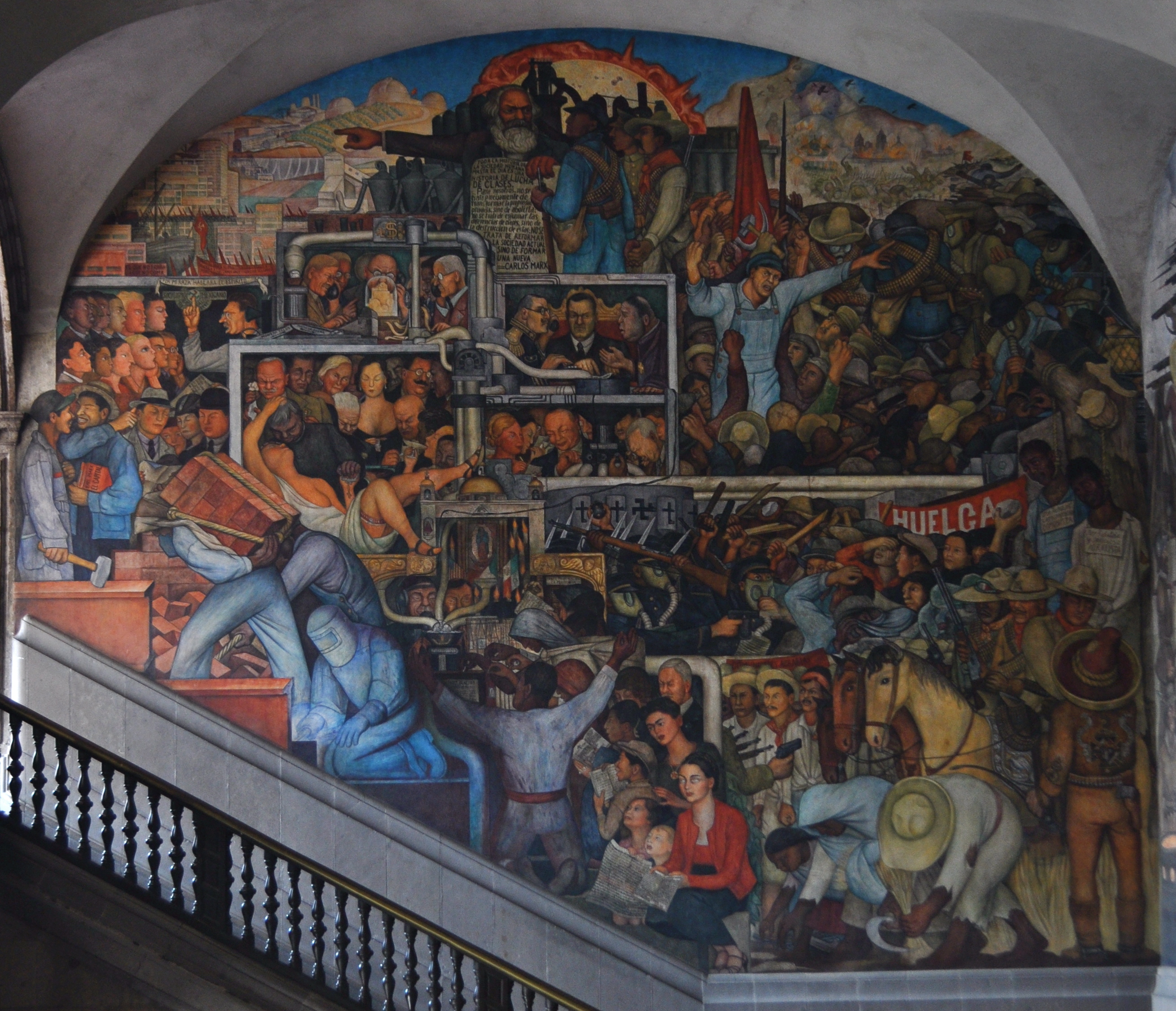
Lato Nord: Il Messico attuale e futuro.